# أيوب حسين
أيوب حسين الأيوب (1932 - 15 نوفمبر 2013) فنانٌ تشكيليٌّ وكاتبٌ ومؤرّخٌ وتربويٌّ كويتي، رسم الصور على العملات الكويتية المستخدمة في الإصدار الخامس.

## النشأة والتعليم
ولد أيوب حسين في عام 1930، وفي بعض المصادر في عام 1932 م الموافق 1350 هـ في حي القناعات في منطقة شرق بمدينة الكويت القديمة، تلقى تعليمه الأولي على يد مشايخ الكويت والكتاتيب، وبعدها واصل في المدارس الحكومية حتى تخرج وعمل في التدريس، حيث عُيّن مُدرسًّا في مدرسة الصباح لمدة 11 عامًا، ثم انتقل إلى مدرسة الصديق وابن زيدون حيث عمل مُديرًا لها لمدة 17 عامًا، رُقّيّ بعدها إلى التوجيه (التفتيش) مكتب التربية الفنية، وشارك في تأسيس متحف الكويت، وتقاعد عام 1979 بعدما أمضى أكثر من 30 عامًا في مجال التعليم.

## أعماله
رسم أكثر من 600 لوحة زيتية بأحجام مختلفة عبر فيها عن التراث الكويتي بصوره وأشكاله، كما ألف عدة مؤلفات شعبية تراثية منها:
- مع الأطفال في الماضي
- مع ذكرياتنا الكويتية
- مختارات شعبية من اللهجة الكويتية
- حولي قرية الأنس والتسلي
- من كلمات أهل الديرة

## جوائز وتكريمات
- جائزة الدولة التشجيعية عام 1997.
- جائزة الدولة التقديرية عام 2001.
- كما أصدر «مركز البحوث والدراسات الكويتية» كتابًا بعنوان «التراث الكويتي في لوحات أيوب حسين الأيوب» ضمّ أكثر من 600 صفحة حوت جميع أعمال أيوب حسين منذ بداياته في الخمسينات وحتى يناير 2002.[10]

## وفاته
توفي يوم الجمعة 12 نوفمبر 2013 ميلاديًّا الموافق 12 مُحرّم 1435 هجريًّا عن عمر ناهز 83 عامًا، بعد معاناته مع المرض.